# Stanley Karnow
Stanley Karnow (4 tháng 2 năm 1925 – 27 tháng 1 năm 2013) là một ký giả người Mỹ và cũng là một sử gia sinh tại Brooklyn.

## Sự nghiệp
Sau khi phục vụ quân đội tại binh chủng không quân ở Á châu trong Chiến tranh thế giới thứ hai, ông tốt nghiệp bằng cử nhân tại đại học Harvard vào năm 1947; ông đã theo học tại đại học Sorbonne vào năm 1947, 1948, và từ năm 1948 cho tới 1949 tại viện Institut d'Études Politiques de Paris. Sau đó ông bắt đầu sự nghiệp của mình trong ngành báo chí tại tờ báo Time hoạt động tại Paris vào năm 1950. Sau khi đảm nhiệm cả vùng Âu châu,Trung đông, và Phi châu (nơi ông làm trưởng phòng Bắc Phi vào năm 1958 – 1959), ông trở lại Á châu, nơi mà ông đã trải qua một phần lớn sự nghiệp đầy uy thế của mình.
Ông đảm nhiệm vùng Á châu từ năm 1959 cho tới 1974 cho tờ Time, Life, tờ Saturday Evening Post, tờ London Observer, tờ Washington Post, và đài NBC News. Có mặt ở Việt Nam vào tháng 7 năm 1959 khi những người Mỹ đầu tiên bị giết chết, ông tường thuật về cuộc chiến tranh Việt Nam về đủ phương diện. Điều này làm cho tên ông xuất hiện trong danh sách những đối thủ về chính trị của Nixon. Cũng trong lúc này ông bắt đầu viết về quyển sách Vietnam: A History được xuất bản vào năm 1983. Cuốn sách này được khen ngợi và đã bán rất chạy. Không giống như các cuốn sách, và phim về Việt Nam trong thập niên 60 và 70 mà chủ yếu tập trung tới vai trò của Mỹ và các hậu quả ở quốc nội cũng như ở hải ngoại, Karnow đề cập tới mọi khía cạnh của cuộc xung đột, cũng như truyền đạt về nền văn hóa và lịch sử của Việt Nam.

Ông chịu trách nhiệm về nội dung cho một bộ phim 13 phần của đài PBS Vietnam: A Television History, mà đã đoạt được 6 giải thưởng Emmy, một giải thưởng Peabody, George Polk, DuPont-Columbia. Vào năm 1990, Karnow đoạt được giải Pulitzer cho tác phẩm lịch sử cho quyển In Our Image: America's Empire in the Philippines của ông. Những cuốn sách khác ông viết bao gồm Mao and China: From Revolution to Revolution, mà được đề cử giải National Book Award; và Paris in the Fifties (1997), một hồi ký lịch sử về những kinh nghiệm của riêng ông khi đang sống tại Paris trong thập niên 1950. Karnow cũng làm việc cho tờ The New Republic và King Features Syndicate.

## Gia đình
Cuộc hôn nhân đầu tiên của ông bị đổ vỡ. Năm 1959, ông làm hôn thú lần thứ hai với bà Annette Kline, một nghệ sĩ mà lúc đó làm ngoại giao về văn hóa cho bộ ngoại giao Mỹ tại Algiers. Bà Annette chết vì bị ung thư vào tháng 7 năm 2009. Họ cùng có với nhau 2 người con gái. Karnow nằm trong ủy ban về các vấn đề đối ngoại (Council on Foreign Relations:một trung tâm nghiên cứu tư nhân với cơ sở tại New York và Washington) và thuộc hội các sử gia Mỹ. Karnow mất ngày 27 tháng 1 năm 2013 tại nhà riêng ở Potomac, Maryland lúc 87 tuổi vì suy tim.,

## Tác phẩm
- Vietnam: A History (ISBN 0-14-026547-3) tháng 3 năm 2012
- In Our Image: America's Empire in the Philippines (ISBN 0-394-54975-9) (1989)
- Mao and China: From Revolution to Revolution (1972)
- Mao and China: Inside China's Cultural Revolution (ISBN 0-14-007221-7) tháng 3 năm 2012
- Paris in the Fifties: a memoir (1997) (ISBN 0-8129-2781-8)
- "The Vietnam debacle" Lưu trữ ngày 7 tháng 6 năm 2011 tại Wayback Machine Salon.com, ngày 27 tháng 4 năm 2000